# Kinije
Kinije (englisch Qiniyeh, kurmandschi Kînîçê) ist ein jesidisches Dorf im Norden des Iraks. Es liegt im Distrikt Sindschar, südlich des Dschabal Sindschar und südöstlich der gleichnamigen Hauptstadt (Sindschar) des Distriktes im Gouvernement Ninawa. Internationale Bekanntheit erlangte das Dorf 2014 durch den Völkermord des Islamischen Staates an den Jesiden.

## Geschichte
Am 3. August 2014 wurden 85 bis 90 Jesiden (darunter auch zwölfjährige Jungen) von IS-Terroristen in Kinije erschossen. Diese Jesiden waren in einer Gruppe von mindestens 300 weiteren Jesiden unterwegs, die in die Berge vor den IS-Terroristen flüchten wollten. Auch im Nachbardorf Kodscho wurden am 15. August 2014 über 600 Jesiden auf barbarischer Weise getötet.